# Гернси (Вајоминг)
Гернси (енгл. Guernsey) град је у америчкој савезној држави Вајоминг.

## Демографија
По попису из 2010. године број становника је 1.147, што је 0 (0,0%) становника више него 2000. године.
| Група             | 2000.         | 2010.       |
| Белци             | 1.009 (88,0%) | 974 (84,9%) |
| Афроамериканци    | 2 (0,2%)      | 2 (0,2%)    |
| Азијати           | 2 (0,2%)      | 5 (0,4%)    |
| Хиспаноамериканци | 93 (8,1%)     | 150 (13,1%) |
| Укупно            | 1.147         | 1.147       |